# 금오민속박물관
금오민속박물관은 경상북도 구미시에 있는 사립 박물관이다.

## 연혁
- 2002. 08 구미 교육청으로부터 부지 및 건물대부
- 2003. 05. 03 금오민속박물관 개관
- 2003. 10 문화관광부 제282호 국가 등록 박물관 지정
- 2003. 10 전통염색연구소 개소
- 2004. 08 경상북도구미교육지원청 초등교재 체험학습을 떠나요 등재
- 2006. 02 경상북도구미교육지원청 초등학교 3학년 사회교과 등재
- 2006. 07 국립민속박물관 민속생활사 박물관 협력망사업 기관선정
- 2006. 12 문화관광부장관상 수상 『사회 교육프로그램 우수기관』
- 2007. 01 경상북도칠곡교육지원청 초등학교 3학년 사회교과 등재
- 2007. 07 2007 경상북도 방문의해 관광지 선정
- 2007. 09 경주세계문화엑스포 특별전 개최 『민중의 삶, 그 파노라마』
- 2012. 06 교육인적자원부 교원연수 교육기부기관 선정
- 2012. 10 교육과학부 및 과학창의재단 주체 창체 콘테스트 공모전 최우수상 수상
- 2012. 10 국립민속박물관 주체 전국박물관 교육개발프로그램 공모전 최우수기관 선정

## 같이 보기
- 대한민국의 박물관과 미술관 목록